# Дощ

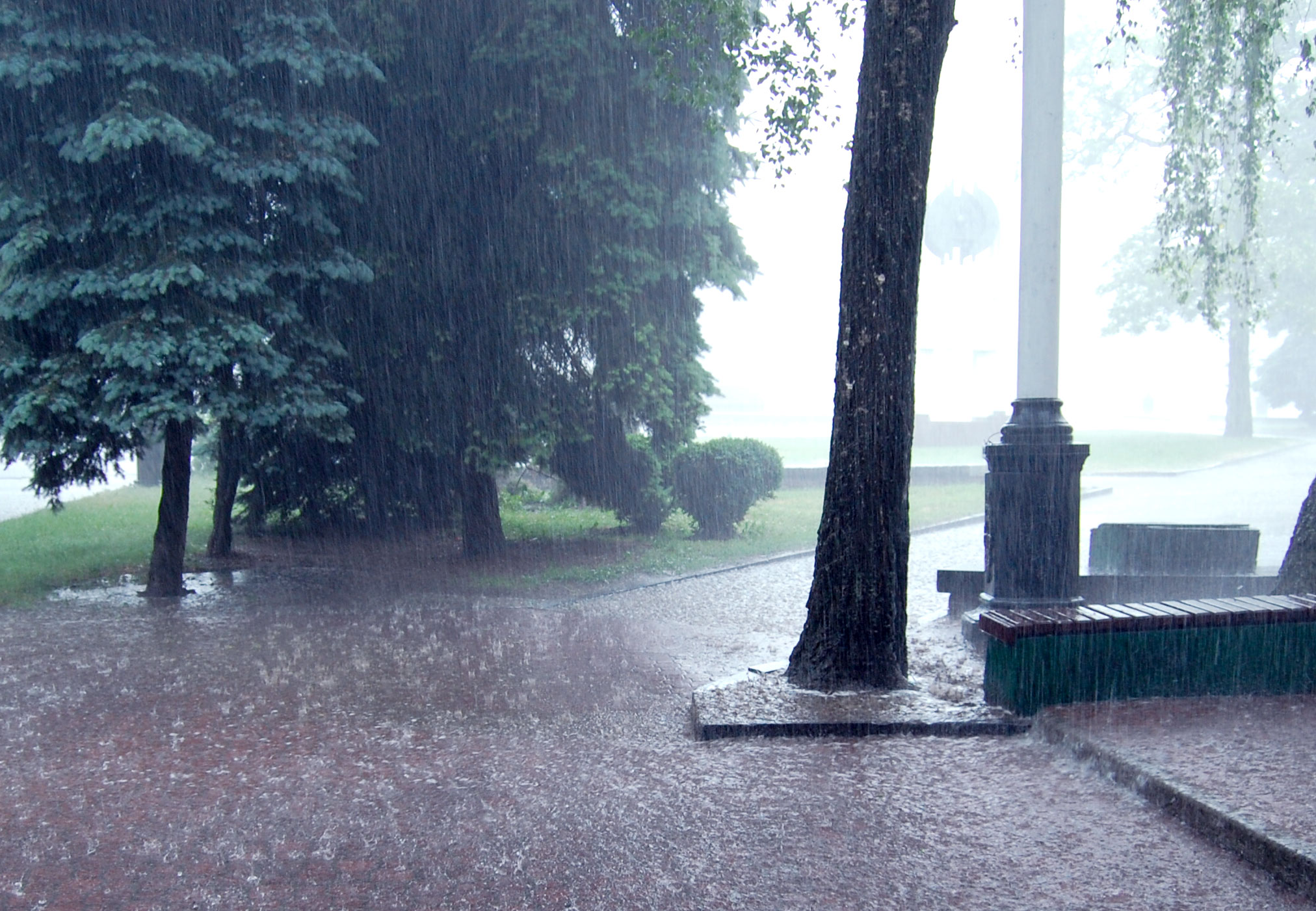
Дощ

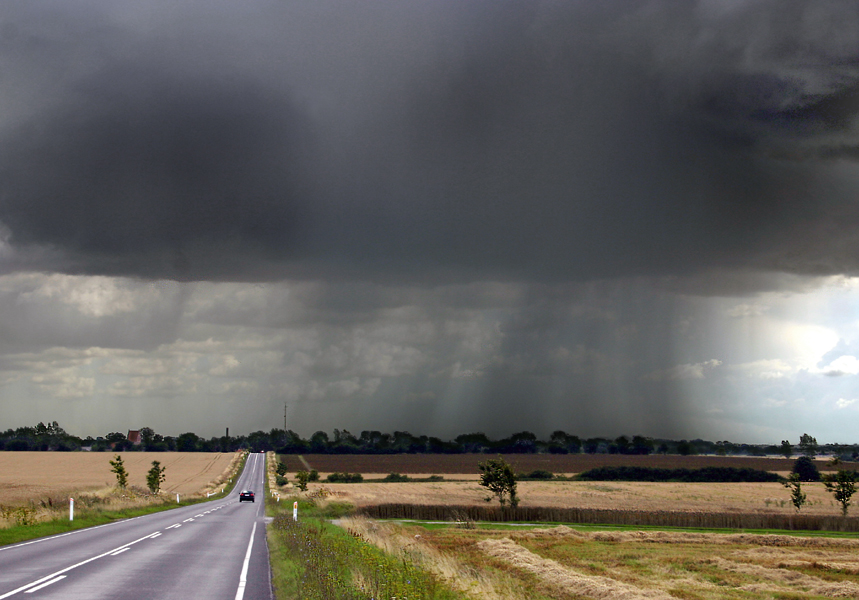
Дощовий пейзаж

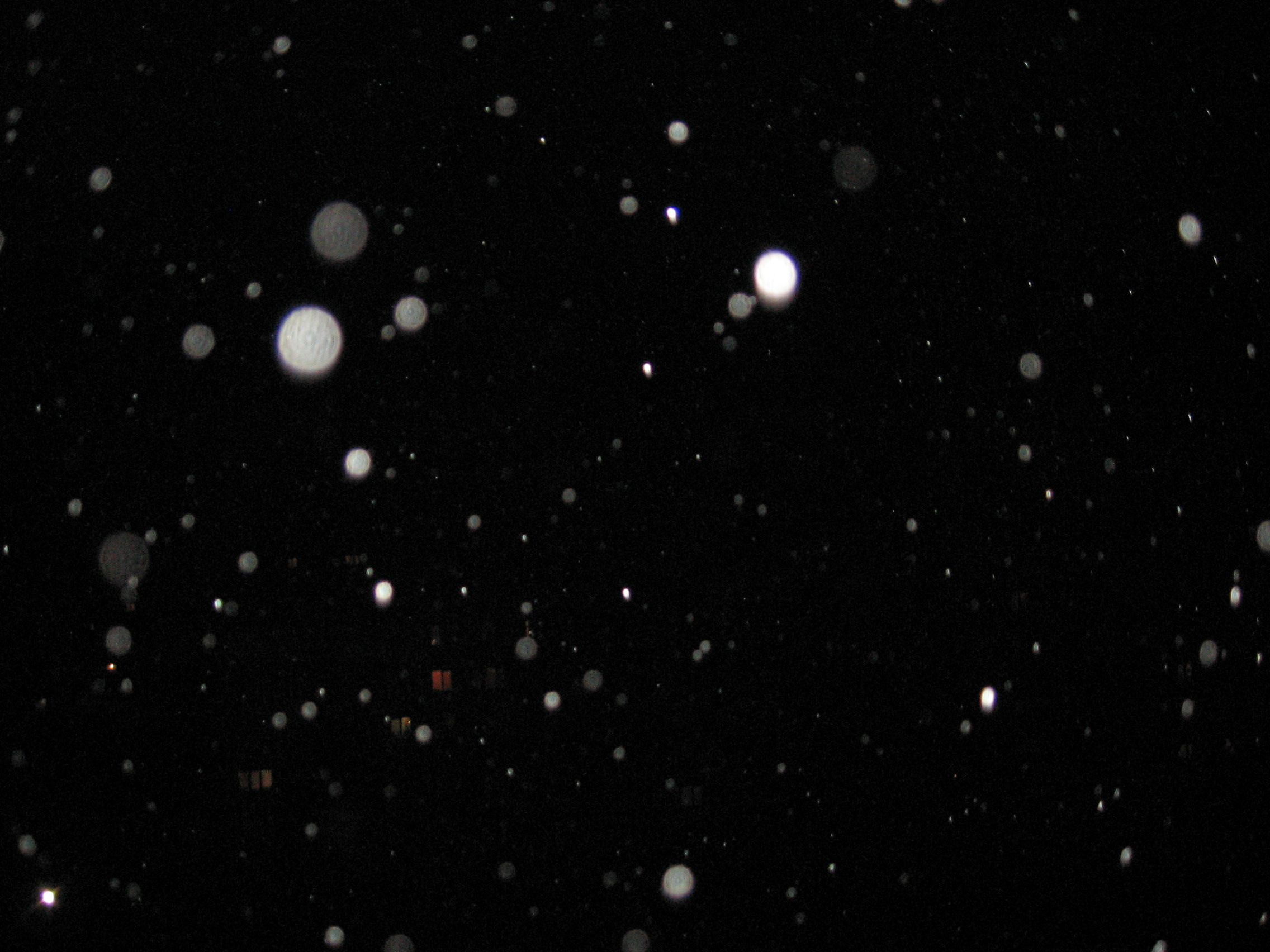
Дощові краплі. Знято вночі із застосуванням лампи-спалаху

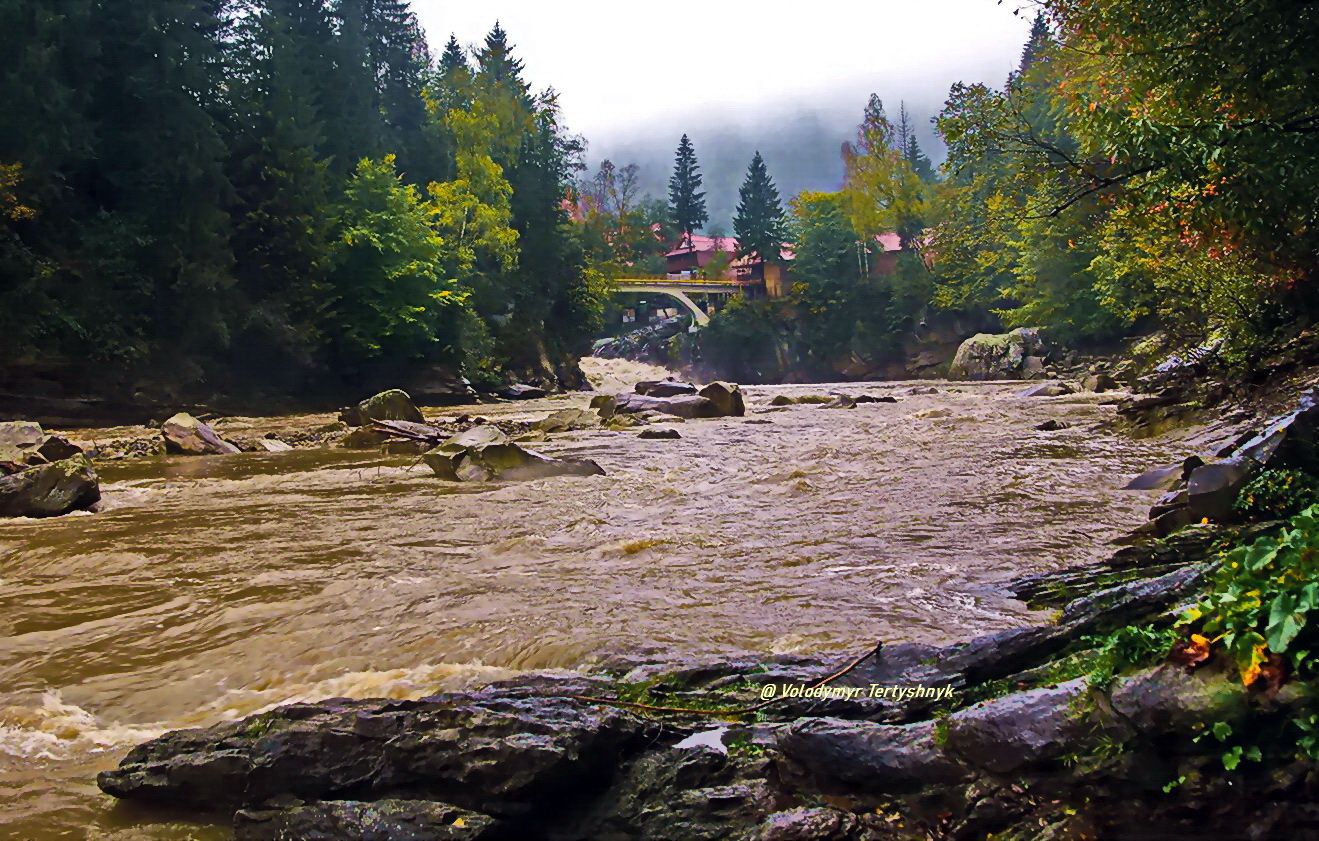
Осінній дощ в Карпатах

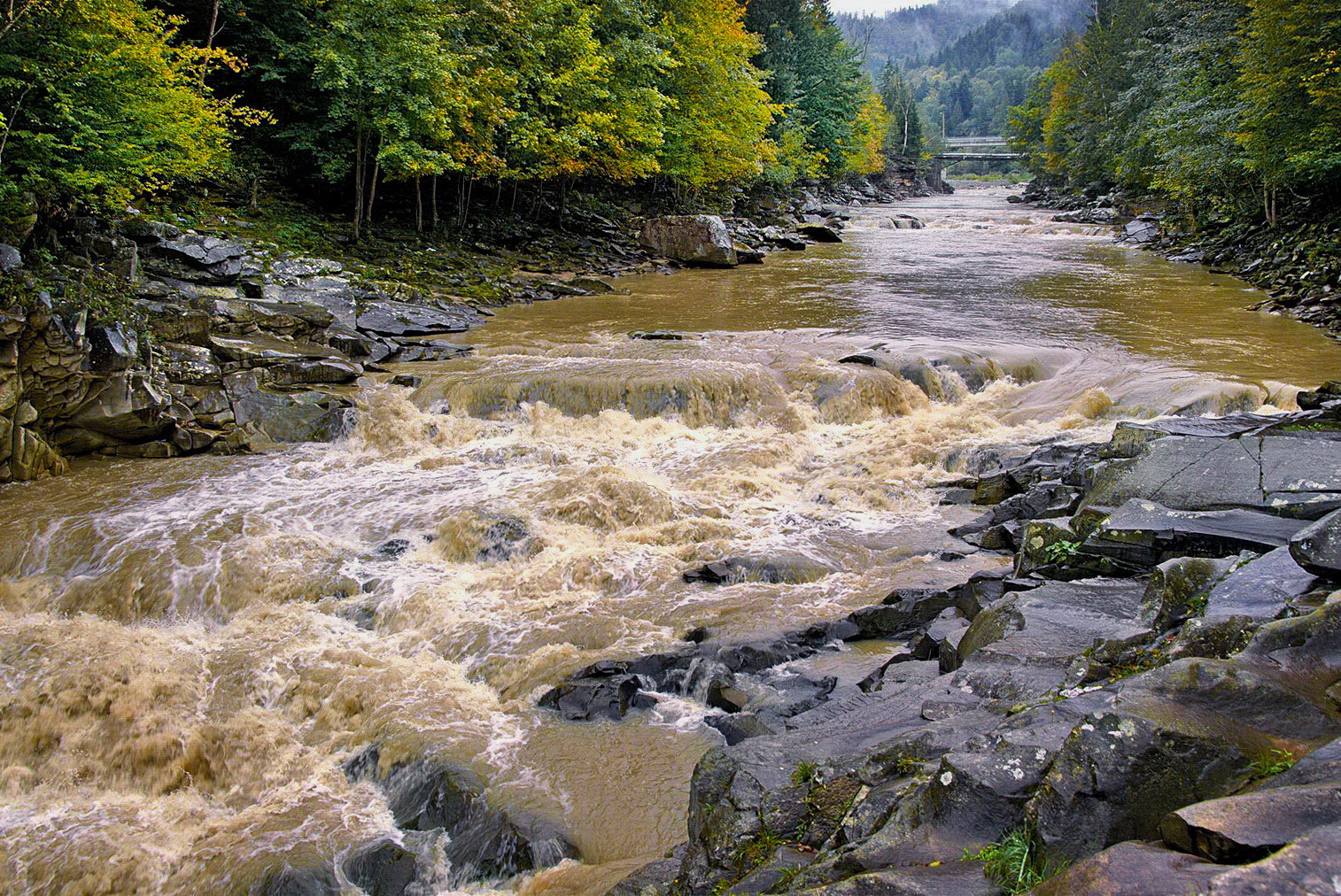
Пробі́й після осінніх дощів

Дощ — рідкі атмосферні опади, що випадають з хмар у вигляді крапель діаметром понад 0,5 мм. 

## Характеристики
Рідкі опади з меншим діаметром крапель називаються мрякою. Краплі з діаметром понад 7 мм, розбиваються при випаданні на менші краплі. Інтенсивність дощу коливається від 0.25 мм/год (мжа) до 100 мм/год (злива). Дощ силою 28 мм/год, що випадає на площі 1 га досягає потужності 7,5 кВт.

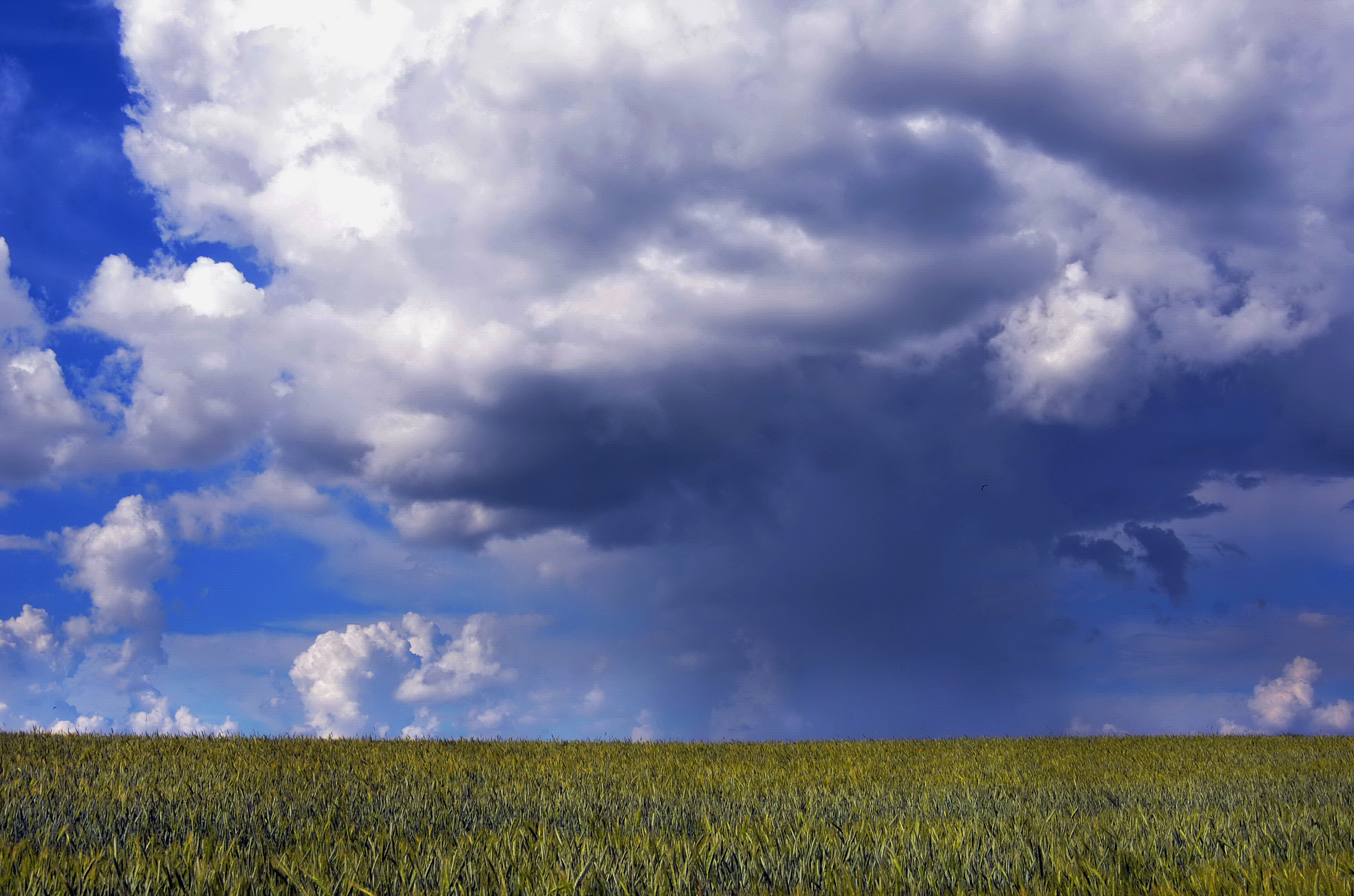
Буде дощ

Поверхневі потоки, що утворюються під час дощу, спричиняють значну ерозію корінних порід, особливо у гірській місцевості.
Тривала відсутність дощу призводить до посухи. У багатьох культурах виконується спеціальний обряд викликання дощу, що виконується під час посухи з метою виклику дощу.

## Утворення дощу
Дощ випадає, як правило, зі змішаних хмар (переважно шарувато-дощових та високошаруватих), що містять за температури нижче 0 °C переохолоджені краплини та льодяні кристали. Пружність насичення водяної пари над краплями більша, ніж над крижаними кристалами за тієї ж температури, тому хмара, навіть ненасичена водяною парою по відношенню до крапель води, буде перенасичена по відношенню до кристалів. Це призводить до зростання кристалів за одночасного випаровування крапель. Збільшуючись і обтяжуючись, кристали випадають з хмари, приморожуючи до себе при цьому переохолоджені краплини. Входячи у нижню частину хмари або в шари під нею з температурою понад 0 °C вони тануть, перетворюючись на дощові краплини. Менша роль в утворенні дощу належить злиттю хмарних крапель між собою.
Утворення кристалів льоду звичайно відбувається на ядрах кристалізації — аерозольних часточках, присутніх в атмосфері. За високої концентрації аерозолів утворення дощових краплин відбувається швидше. З цієї причини над великими містами частіше, ніж на селі випадають слабкі дощі. Розпилюючи у хмарі реагенти, можна викликати штучний дощ, однак кількість штучних опадів буде невеликою. У природних умовах дощові хмари утворюються на потоках теплого вологого повітря, які багаторазово відновлюють вміст вологи у хмарі під час дощу.
Якщо сонце освітлює дощові краплини, що летять, то за певних умов можна спостерігати веселку.

### Умови утворення
Дощ як явище може бути присутнім на планетах лише за певних температурних умов у їх атмосферах. Планети Земля і Титан (супутник Сатурна) володіють такими умовами. Суть їх зводиться до того, що температурні умови в нижніх шарах атмосфер зазначених планет можуть підтримувати речовину у двох або трьох агрегатних станах. На Землі це вода, нижні шари її атмосфери дозволяють перебувати воді в усіх трьох агрегатних станах. На Титані температурні умови сприяють випадінню метанових дощів, тому що метан в таких умовах може бути як рідиною, так і газом.

## Різновиди
- Злива (проливень, хлющ, хлюща) — сильний дощ
- Мряка (мрячка, мжичка, діал. мгичка, мигичка, моква, мжа, мжиця) — дуже дрібний і густий дощ
- Плова — дощ з бурею
- Сльота (хляпавка) — невпинний дощ; сира погода з дощем
- Хвища — сильний і холодний дощ
- Облі́жний дощ, розм. обложни́й дощ — тривалий, затяжний дощ[3][4]
- Крижаний дощ
- Дощ зі снігом
- Сліпий дощ (він же курячий та свинячий)[5][6] — краплистий короткочасний дощ у сонячний день.

Звичайний дощ також можуть називати «дощовиця».

## Дощові краплі

Типи дощових крапель:
A — неіснуючий тип крапель (форма краплі під предметом перед падінням);
B — краплини, що за розміром менші від 2 мм (майже круглі);
C — краплини від 2 до 5 мм (сплющена форма через тертя об повітря);
D — краплини більші за 5 мм, через потік повітря поділяються на менші краплини;
E — процес розподілу великої краплини на кілька.

Виділяють кілька типів дощових краплин. За переважанням того чи іншого типу краплин визначається вид дощу, що випадає.
Випадання крапель відбувається, коли крапельки води зливаються в більші краплі або коли краплі води замерзають на кристалі льоду. Цей процес відомий як процес Бержерона-Фіндайзен. Зазвичай опір повітря змушує крапельки води залишатися висіти в хмарі. Коли виникає турбулентність повітря, крапельки води стикаються, утворюючи великі краплі. Оскільки ці великі краплі води опускаються, злиття триває, так що краплі стають досить важкими, щоб подолати опір повітря і випасти у вигляді дощу. Найчастіше злиття відбувається в хмарах, де температура повітря вища від точки замерзання води. У хмарах, де температура нижча за точку замерзання води, коли кристали льоду набирають достатню масу, вони починають падати вниз. Як правило, це вимагає від кристалів льоду більшої маси, ніж від водяних крапель, для початку їх випадіння. Цей процес залежить від температури, оскільки переохолоджені краплі води існують тільки в хмарах, де температура нижча від точки замерзання води. Крім того, через велику різницю температур між хмарою і землею, ці кристали льоду можуть розтанути при випаданні, стаючи дощем.
Дощові краплі мають розміри від 0,1 до 6-7 мм, середній діаметр, вище якого вони, як правило, розпадаються. Менші краплі називають хмарними і їх форма є сферичною. Коли крапля збільшується в розмірах, її форма стає все більш сплюсненою, завдяки тиску зустрічного повітряного потоку. Великі краплі дощу мають більш плоский низ. Дуже великі краплі мають форму парашута. Всупереч поширеній думці їх форма зовсім не нагадує сльозинку. Найбільші краплі дощу на Землі були зафіксовані в Бразилії і на Маршаллових островах у 2004 році — деякі з них досягали діаметра 10 мм. Їх великий розмір пояснюється конденсатом на великих частинках диму або зіткненням між краплями за великої їх концентрації в повітрі.
Інтенсивність і тривалість дощу, як правило, обернено пропорційні, тобто, негода високої інтенсивності, ймовірно, буде короткочасною, а тривалість слабких опадів може бути значно більшою. Як правило, в більшості випадків краплі дощу утворюються з танучого граду. Швидкість випадання дощових крапель діаметром 0,5 мм на рівні моря і без вітру становить від 2 до 6,6 метра на секунду, у той час, як краплі діаметром 5 мм мають швидкість порядку від 9 до 30 метрів на секунду. Звук падіння крапель дощу об воду викликається бульбашками повітря, яке коливається під водою.

## Прогнозування
Кількісний прогноз опадів (скорочено КПО) — це очікувана кількість рідких опадів, накопичених за певний період часу на певній території. КПО буде визначений, коли тип опадів досягає мінімального порога протягом певного періоду. Прогноз опадів, як правило, обмежений синоптичними годинами, як-от 00:00, 06:00, 12:00 і 18:00 GMT. Місцевість розглядається у КПО з використанням рельєфу або на основі кліматологічних моделей опадів зі спостережень з дрібними деталями. Починаючи з середини до кінця 1990-х років, КПО були використані у гідрологічних прогностичних моделях для імітації впливу на річки по всій території Сполучених Штатів. Моделі показують значну чутливість до вологості у пограничному шарі планети або в низьких шарах атмосфери, вологість у яких зменшується з висотою. КПО можуть бути отримані на основі кількісних, прогнозованих сум, або якісних. Радарні зображення демонструють прогнозування вищої якості, ніж модельні прогнози протягом від 6 до 7 від часу радарного зображення. Прогнози можуть бути перевірені шляхом використання вимірювання дощу, а саме, чи кращі оцінки радарних зображень від прогностичних моделей або комбінація обох. Різні оцінки прогнозів можуть бути використані для вимірювання якості прогнозу опадів.

## Географія
Найбільша кількість опадів у вигляді дощу на Землі випадає в районі селища Черрапунджі на північному сході Індії, де в середньому за рік випадає близько 12 м опадів. Найбільша кількість опадів тут зафіксована у 1947 році — 24 326 мм.
Ллоро, місто, розташоване в Чоко, Колумбія, ймовірно, є місцем з найбільшою кількістю опадів у світі, в середньому 13 300 мм на рік. Департамент Чоко є надзвичайно вологим. Тутунендао, невелике містечко, розташоване в тому ж департаменті, є одним із найвологіших за оцінками місць на Землі, в середньому 11 394 мм на рік; у 1974 році в місті випало 26 303 мм, найбільша річна кількість опадів, виміряна в Колумбії. На відміну від Черрапунджі, де більшість опадів випадає в період з квітня по вересень, Тутунендао отримує дощі майже рівномірно протягом року.
Найпотужніші зливи XX століття зафіксовані:
- 4 липня 1956 року у штаті Монтана, США, коли за 1 хвилину випало 31,3 мм опадів.
- 28—29 лютого 1964 року над островами Реюньйон (Індійський океан) за 12 годин випало 1350 мм.
- 16 березня 1952 року там же  за 24 години випало 1880 мм.

### В Україні
В Україні найвологішими місцями є Карпати, Кримські гори, захід та північний захід України. Середньорічна кількість днів з дощем для Києва становить 146 днів, для Харкова — 134 дні, Сімферополя — 115 днів.
Середньомісячна кількість дощових опадів становить для Києва — до 88 мм (липень), Харкова — до 60 мм (липень), Сімферополя — 55 мм (липень).

## Кислотні дощі
- Кислотність нормального дощу pH — 5,6. У кислотного дощу вона нижча. При кислотності води рН 5,5 гинуть корисні донні бактерії водойми, а при рН 4,5 гине вся риба, більшість земноводних та комах .

Кислотні дощі є великою проблемою для багатьох регіонів, де є промислові підприємства, які викидають оксиди сірки та азоту, що дають різні кислоти, в тому числі і сильні азотну і сірчану кислоту.

## Вплив

### Сільське господарство

Оцінка кількості опадів для півдня Японії та прилеглого регіону з 20 по 27 липня 2009 р.

Опади, особливо дощі, мають серйозний вплив на сільське господарство. Усі рослини потребують принаймні трохи води для виживання, тому дощ (як найефективніший засіб поливу) дуже важливий для сільського господарства. У той же час занадто велика або занадто мала кількість опадів — шкідлива і навіть руйнівна для рослин. Через відсутність дощів посуха може знищити врожай і посилити ерозію, тоді як надмірно волога погода інколи спричиняє поширення паразитичних грибів, плісняви тощо. Тому, щоб вижити, рослинам потрібна різна кількість опадів. Наприклад, деякі кактуси обмежуються невеликим об'ємом води, а тропічним рослинам може знадобитися до сотень дюймів дощу на рік.
У районах із вологим і сухим сезонами поживні речовини ґрунту зменшуються, а ерозія посилюється під час вологого сезону. Тваринний світ має стратегії адаптації та виживання до більш вологого режиму. Також попередній сухий сезон часто призводить до нестачі їжі у вологий сезон, оскільки посіви ще не дозріли. Країни, що розвиваються, відзначили, що для їхнього населення характерні сезонні коливання ваги через брак їжі перед першим урожаєм, який збирається наприкінці сезону дощів.
Дощ часто збирається людьми за допомогою спеціально створених резервуарів; для питного або непитного використання, в приміщенні чи на вулиці для зрошення. Надмірний дощ протягом короткого періоду часу може спричинити раптові повені.

### Культура і релігія

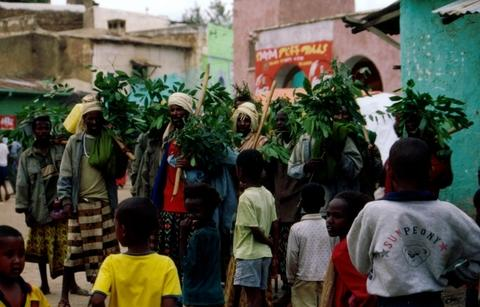
Танець дощу в Харері, Ефіопія.

Культурне ставлення до дощу в усьому світі відрізняється. Люди, які живуть у помірному кліматі, схильні до більшого стресу, коли погода нестабільна або хмарна. Це більше впливає на чоловіків, ніж на жінок. Проте дощ також може приносити і радість, тому що деякі люди вважають його заспокійливим і насолоджуються естетичною привабливістю. У посушливих місцях, таких як Індія, або в періоди посухи дощ покращує настрій населення. У Ботсвані існує сетсванське слово pula, що означає «дощ». Воно використовується як назва національної валюти на знак визнання економічного значення дощу, тому що клімат країни пустельний. За свою історію людство розробило засоби боротьби з дощем і створило численні захисні перешкоди з різних матеріалів, такі як парасолі та плащі, а також відводні пристрої, жолоби та зливові стоки, які відводять дощ у каналізацію.
Багато людей знаходять запах під час і відразу після дощу характерно приємним. У його основі лежать 3 складові. Джерелом запаху під назвою «петрикор» є олія рослин, яка поглинається ґрунтом, а потім викидається в повітря під час дощу. Інші реакції, що відтворюють аромат дощу, — вивільнення хімічних речовин ґрунтових бактерій і озон, що виділяється під час грози.

## У міфології

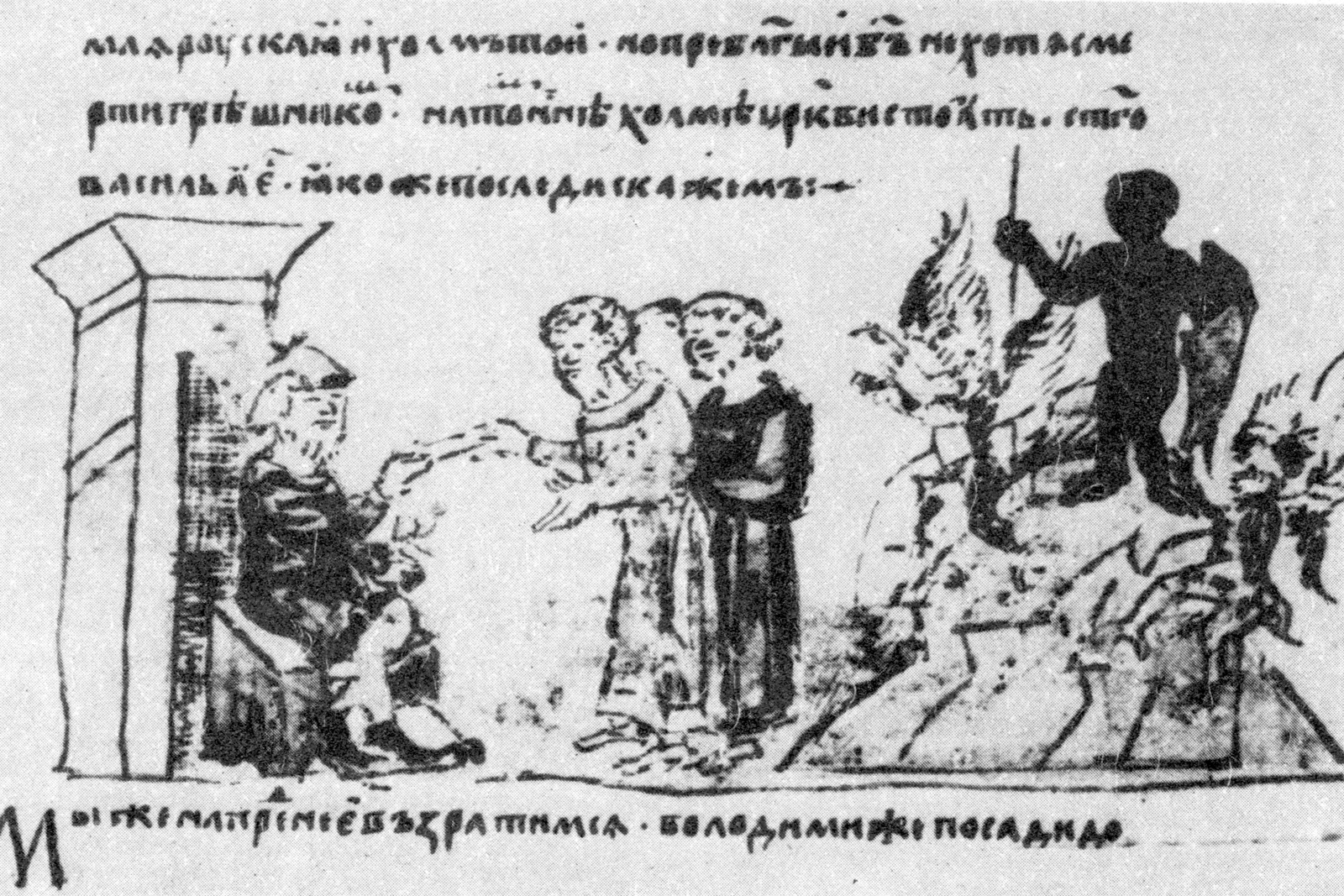
Перун у Києві

Згідно з віруваннями різних народів дощ посилають божества дощу (наприклад, для того, щоб вродив врожай). У слов'ян таким богом був Перун, у римській міфології — це Юпітер, у греків — Зевс, у ведичній культурі — Індра. Слід зазначити, що у монотеїстичних релігіях, де поклоняються Верховному Богу над іншими підпорядкованими богами, немає потреби поклонятися богові дощу окремо. Якщо людина поклоняється Верховному Богу, то бог дощу, бувши Його слугою, буде також вдоволений і пошле дощі.

## В астрономії
Під час входження в атмосферу Землі потік метеорів утворює так званий метеоритний дощ або зорепад. У минулі часи метеорний і метеоритний дощі не розрізняли між собою, тому обидва явища називалися «вогняним дощем».

## Дощі на інших небесних тілах
Дощі як явище не унікальне для Землі, вони можуть бути й на інших планетах, їх склад залежить від складу атмосфери. Земні дощі складаються з води. На Венері йдуть сірчанокислотні дощі, тому що її хмари складаються в основному з сірчаної кислоти. Але ці опади не долітають до поверхні, випаровуючись через високу температуру.
У минулому на Марсі також йшли водяні дощі. Зрідка вони бувають і зараз. На супутнику Сатурна Титані регулярно йдуть метанові дощі. Дані про це були підтверджені в ході місії «Кассіні — Гюйгенс».